# Pelomedusa
Pelomedusa es un género de tortugas de la familia Pelomedusidae. Se distribuyen por la zona afrotropical.

## Especies
Se reconocen las siguientes:
- Pelomedusa barbata Petzold et al., 2014
- Pelomedusa galeata (Schoepff, 1792)
- Pelomedusa gehafie (Rüppell, 1835)
- Pelomedusa kobe Petzold et al., 2014
- Pelomedusa neumanni Petzold et al., 2014
- Pelomedusa olivacea (Schweigger, 1812)
- Pelomedusa schweinfurthi Petzold et al., 2014
- Pelomedusa somalica Petzold et al., 2014
- Pelomedusa subrufa (Bonnaterre, 1789)
- Pelomedusa variabilis Petzold et al., 2014